# اسقف‌نشین بریستول
اسقف‌نشین بریستول (انگلیسی: Diocese of Bristol) بخشی تشکیل دهنده از استان کانتربری کلیسای انگلستان در کشور انگلستان است. این اسقف‌نشین که در سال ۱۸۹۷ میلادی تاسیس شده است شامل ۲۰۷ کلیسا می‌باشد و مرکز آن کلیسای جامع بریستول است.